# Campbell Flakemore
Campbell Flakemore (Hobart, 6 d'agost de 1992) és un ciclista australià, que només fou professional el 2015 a l'equip BMC Racing. A final d'aquella temporada va decidir abandonar el ciclisme.
El 2014, va aconseguir el Campionat del món sub-23 en contrarellotge.

## Palmarès
- 2012
  - Vencedor d'una etapa a la New Zealand Cycle Classic
  - Vencedor d'una etapa al Tour of the Great South Coast
  - Vencedor d'una etapa al Tour of the Murray River
  - Vencedor d'una etapa a la Tour de Tasmània
- 2013
  - 1r a la Chrono champenois
  - Vencedor d'una etapa a l'Olympia's Tour
  - Vencedor d'una etapa a la Volta a Turíngia
- 2014
  -  Campió del món de contrarellotge sub-23
  - Vencedor d'una etapa al Tour de l'Avenir